# Lekkoatletyka na Letnich Igrzyskach Olimpijskich 1984 – sztafeta 4 × 400 m mężczyzn
Sztafetę 4 × 400 metrów mężczyzn podczas XXIII Letnich Igrzysk Olimpijskich w Los Angeles rozegrano  10 (eliminacje i półfinały) i 11 sierpnia 1984 (finał) na stadionie Los Angeles Memorial Coliseum. Zwycięzcą została sztafeta Stanów Zjednoczonych, która biegła w składzie: Sunder Nix, Ray Armstead, Alonzo Babers i Antonio McKay.

## Rekordy
|                   | Reprezentacja     | Zawodnicy                                             | Czas    | Data                      | Miejsce |
| ----------------- | ----------------- | ----------------------------------------------------- | ------- | ------------------------- | ------- |
| Rekord świata     | Stany Zjednoczone | Vincent Matthews, Ron Freeman, Larry James, Lee Evans | 2:56,16 | 20 października 1968(dts) | Meksyk  |
| Rekord olimpijski | Stany Zjednoczone | Vincent Matthews, Ron Freeman, Larry James, Lee Evans | 2:56,16 | 20 października 1968(dts) | Meksyk  |

## Wyniki
| Poz. - pozycja |
| – rekord świata \| – rekord krajowy \| – rekord życiowy \| = – wyrównany rekord życiowy \| · – najlepszy wynik w sezonie \| = – wyrównany najlepszy wynik w sezonie \| – rekord olimpijski |
| Fn – falstart \| DNF – nie ukończył \| DNS – nie wystartował \| DSQ – zdyskwalifikowany |

### Eliminacje
25 sztafet przystąpiło do biegów eliminacyjnych. Rozegrano cztery biegi. Do półfinałów awansowały po trzy najlepsze sztafety w każdym biegu (Q) oraz cztery z najlepszymi czasami spośród pozostałych (q).

#### Bieg 1
| Poz. | Państwo                      | Zawodnicy                                                           | Rezultat | Uwagi |
| ---- | ---------------------------- | ------------------------------------------------------------------- | -------- | ----- |
| 1    | Australia                    | Peter Van Miltenburg, Gary Minihan, Bruce Frayne, Rick Mitchell     | 3:03,72  | Q     |
| 2    | Kanada                       | Mike Sokolowski, Doug Hinds, Bryan Saunders, Tim Bethune            | 3:04,47  | Q     |
| 3    | Trynidad i Tobago            | Anton Skerritt, Michael Puckerin, Derek Archer, Michael Paul        | 3:06,81  | Q     |
| 4    | Szwecja                      | Tommy Johansson, Eric Josjö, Christer Gullstrand, Thomas Nyberg     | 3:07,32  | q     |
| 5    | Japonia                      | Shigenori Omori, Ryoichi Yoshida, Hiroki Fuwa, Susumu Takano        | 3:08,16  | q     |
| 6    | Mozambik                     | Leonardo Loforte, Pedro Gonçalvo, André Titos, Henrique Ferreira    | 3:08,95  |       |
| 7    | Zjednoczone Emiraty Arabskie | Rashid Al-Jirbi, Ibrahim Khamis, Mubarak Ismail Amber, Ibrahim Aziz | 3:19,90  |       |

#### Bieg 2
| Poz. | Państwo                    | Zawodnicy                                                                   | Rezultat | Uwagi |
| ---- | -------------------------- | --------------------------------------------------------------------------- | -------- | ----- |
| 1    | Wielka Brytania            | Kriss Akabusi, Garry Cook, Todd Bennett, Phil Brown                         | 3:06,10  | Q     |
| 2    | Włochy                     | Roberto Ribaud, Ernesto Nocco, Mauro Zuliani, Donato Sabia                  | 3:06,28  | Q     |
| 3    | Uganda                     | John Goville, Moses Kyeswa, Peter Rwamuhanda, Mike Okot                     | 3:06,65  | Q     |
| 4    | Francja                    | Yann Quentrec, Didier Dubois, Jacques Fellice, Aldo Canti                   | 3:08,33  |       |
| 5    | Antigua i Barbuda          | Alfred Browne, Larry Miller, Howard Lindsay, Dale Jones                     | 3:10,95  |       |
| 6    | Brytyjskie Wyspy Dziewicze | Guy Hill, Jerry Molyneaux, Dean Greenaway, Lindel Hodge                     | 3:11,89  |       |
| 7    | Kamerun                    | Ernest Tché-Noubossie, Jean-Pierre Abossolo-Ze, Barnabé Messomo, Mama Moluh | 3:16,00  |       |

#### Bieg 3
| Poz. | Państwo                  | Zawodnicy                                                            | Rezultat | Uwagi |
| ---- | ------------------------ | -------------------------------------------------------------------- | -------- | ----- |
| 1    | Barbados                 | Richard Louis, David Peltier, Clyde Edwards, Elvis Forde             | 3:03,31  | Q     |
| 2    | RFN                      | Martin Weppler, Uwe Schmitt, Thomas Giessing, Erwin Skamrahl         | 3:03,33  | Q     |
| 3    | Wybrzeże Kości Słoniowej | Georges Kablan Degnan, Avognan Nogboun, René Mélédjé, Gabriel Tiacoh | 3:03,50  | Q,    |
| 4    | Jamajka                  | Steve Griffiths, Mark Senior, Dennis Wallace, Devon Morris           | 3:03,85  | q     |
| 5    | Brazylia                 | João da Silva, José Luíz Barbosa, Antônio Ferreira, Gérson de Souza  | 3:05,08  | q     |
| –    | Senegal                  | Boubacar Diallo, Babacar Niang, Moussa Fall, Amadou Dia Ba           | DSQ      |       |

#### Bieg 4
| Poz. | Państwo           | Zawodnicy                                                                                 | Rezultat | Uwagi |
| ---- | ----------------- | ----------------------------------------------------------------------------------------- | -------- | ----- |
| 1    | Stany Zjednoczone | Willie Smith, Ray Armstead, Alonzo Babers, Walter McCoy                                   | 3:01,44  | Q     |
| 2    | Kenia             | John Anzrah, Simon Kitur, Jason Opicho, Elijah Sogomo                                     | 3:06,07  | Q     |
| 3    | Nigeria           | Sunday Uti, Moses Ugbisie, Rotimi Peters, Innocent Egbunike                               | 3:06,34  | Q     |
| 4    | Hiszpania         | Manuel González, Benjamín González, Antonio Sánchez, Ángel Heras                          | 3:08,79  |       |
| 5    | Oman              | Barakat Al-Sharji, Mohamed Al-Hashimi, Abdullah Sulaiman Al-Akbary, Mohamed Amer Al-Malky | 3:15,87  |       |

### Półfinały
Rozegrano dwa biegi. Do finału awansowały po cztery najlepsze sztafety w każdym biegu (Q).

#### Bieg 1
| Poz. | Państwo                  | Zawodnicy                                                            | Rezultat | Uwagi |
| ---- | ------------------------ | -------------------------------------------------------------------- | -------- | ----- |
| 1    | Stany Zjednoczone        | Sunder Nix, Walter McCoy, Willie Smith, Antonio McKay                | 3:00,19  | Q     |
| 2    | Wielka Brytania          | Kriss Akabusi, Garry Cook, Todd Bennett, Phil Brown                  | 3:02,98  | Q     |
| 3    | Kanada                   | Mike Sokolowski, Doug Hinds, Bryan Saunders, Tim Bethune             | 3:03,93  | Q     |
| 4    | Uganda                   | John Goville, Moses Kyeswa, Peter Rwamuhanda, Mike Okot              | 3:04,02  | Q     |
| 5    | RFN                      | Martin Weppler, Uwe Schmitt, Jörg Vaihinger, Erwin Skamrahl          | 3:04,69  |       |
| 6    | Wybrzeże Kości Słoniowej | Georges Kablan Degnan, Avognan Nogboun, René Mélédjé, Gabriel Tiacoh | 3:04,87  |       |
| 7    | Szwecja                  | Tommy Johansson, Eric Josjö, Christer Gullstrand, Thomas Nyberg      | 3:09,40  |       |
| 8    | Japonia                  | Susumu Takano, Shigenori Omori, Ryoichi Yoshida, Hiroki Fuwa         | 3:10,73  |       |

#### Bieg 2
| Poz. | Państwo           | Zawodnicy                                                            | Rezultat | Uwagi |
| ---- | ----------------- | -------------------------------------------------------------------- | -------- | ----- |
| 1    | Nigeria           | Sunday Uti, Moses Ugbisie, Rotimi Peters, Innocent Egbunike          | 3:02,22  | Q     |
| 2    | Australia         | Peter Van Miltenburg, Gary Minihan, Bruce Frayne, Darren Clark       | 3:03,79  | Q     |
| 3    | Włochy            | Roberto Tozzi, Ernesto Nocco, Roberto Ribaud, Donato Sabia           | 3:03,87  | Q     |
| 4    | Barbados          | Richard Louis, David Peltier, Clyde Edwards, Elvis Forde             | 3:03,89  | Q     |
| 5    | Brazylia          | João da Silva, Wilson dos Santos, José Luíz Barbosa, Gérson de Souza | 3:03,99  |       |
| 6    | Jamajka           | Steve Griffiths, Mark Senior, Karl Smith, Devon Morris               | 3:04,24  |       |
| 7    | Kenia             | John Anzrah, Elijah Sogomo, Jason Opicho, David Kitur                | 3:04,74  |       |
| –    | Trynidad i Tobago | Anton Skerritt, Michael Puckerin, Derek Archer, Michael Paul         | DSQ      |       |

### Finał
| Poz. | Państwo           | Zawodnicy                                                   | Rezultat | Uwagi |
| ---- | ----------------- | ----------------------------------------------------------- | -------- | ----- |
| 1    | Stany Zjednoczone | Sunder Nix, Ray Armstead, Alonzo Babers, Antonio McKay      | 2:57,91  |       |
| 2    | Wielka Brytania   | Kriss Akabusi, Garry Cook, Todd Bennett, Phil Brown         | 2:59,13  | [ 3 ] |
| 3    | Nigeria           | Sunday Uti, Moses Ugbisie, Rotimi Peters, Innocent Egbunike | 2:59,32  |       |
| 4    | Australia         | Bruce Frayne, Darren Clark, Gary Minihan, Rick Mitchell     | 2:59,70  | [ 4 ] |
| 5    | Włochy            | Roberto Tozzi, Ernesto Nocco, Roberto Ribaud, Pietro Mennea | 3:01,44  |       |
| 6    | Barbados          | Richard Louis, David Peltier, Clyde Edwards, Elvis Forde    | 3:01,60  |       |
| 7    | Uganda            | John Goville, Moses Kyeswa, Peter Rwamuhanda, Mike Okot     | 3:02,09  |       |
| 8    | Kanada            | Mike Sokolowski, Doug Hinds, Bryan Saunders, Tim Bethune    | 3:02,82  |       |